# 德化军节度使
德化军节度使，五代十国吴越国的节度使，治所在台州（今浙江省台州市）。
据《杜雄墓碑》，光启二年（886年）后，董昌在台州设立德化军節度使，后来不见记载。宋太祖乾德元年（963年），钱俶以钱昱为德化军节度使、本路安抚使，兼知台州。北宋时台州为刺史州。